# Архангельское (Урицкий район)
Арха́нгельское — село в Урицком районе Орловской области России. Входит в состав Архангельского сельского поселения.

## География
Село находится на берегу притока реки Орлица, на расстоянии 10 км к северо-западу от посёлка городского типа Нарышкино, административного центра района.

### Часовой пояс
Село Архангельское, как и вся Орловская область, находится в часовой зоне МСК (московское время). Смещение применяемого времени относительно UTC составляет +3:00.

## Население
| 2010 |
| ---- |
| 31   |

## Улицы
В селе имеется одна улица — Сельская.